# باشگاه فوتبال سپاهان در فصل ۹۳–۱۳۹۲
در این صفحه شما اطلاعات سپاهان اصفهان در فصل ۹۳–۱۳۹۲ فوتبال ایران را خواهید دید. سپاهان اصفهان در این فصل در لیگ برتر سیزدهم و جام حذفی شرکت کرد.

## مسابقات

### نتایج کلی
| مسابقات            | اولین مسابقه    | آخرین مسابقه        | رتبه/ مرحله | توضیحات |
| ------------------ | --------------- | ------------------- | ----------- | ------- |
| لیگ برتر ۹۳–۹۲     | ۳ مردادماه ۱۳۹۲ | ۲۲ فروردین ماه ۱۳۹۳ | چهارم       | -       |
| جام حذفی ۹۳–۹۲     | ۷ آبانماه ۱۳۹۲  | ۷ آبانماه ۱۳۹۲      | ۱۶/ ۱       | -       |
| قهرمانان آسیا ۲۰۱۴ | -               | -                   | -           | -       |

### بازی‌های دوستانه

#### تدارکاتی
| ۵تیرماه ۱۳۹۲ ۱ | سارایوو | ۰ – ۲ | سپاهان                                | لیوبلیانا، اسلوونی               |
| ۹:۳۰           |         | گزارش | امین جهان عالیان ۴۲' · مهدی شریفی ۷۵' | ورزشگاه: مسکوسوباتا تماشاگران: - |

| ۵تیرماه ۱۳۹۲ ۲ | وُلِین              | ۱ – ۰ | سپاهان | لیوبلیانا، اسلوونی               |
| ۲۰:۳۰          | اریک بیکفالوی ۷۵' | گزارش |        | ورزشگاه: مسکوسوباتا تماشاگران: - |

| ۷تیرماه ۱۳۹۲ ۳ | دینامو زاگرب                | ۲ – ۰ | سپاهان | لیوبلیانا، اسلوونی               |
| ۲۰:۳۰          | ورسالکو ۴۰' · خالیلوویچ ۸۵' | گزارش |        | ورزشگاه: مسکوسوباتا تماشاگران: - |

| ۱۰تیرماه ۱۳۹۲ ۴ | هایدوک اسکیلیپ | ۱ – ۰ | سپاهان | لیوبلیانا، اسلوونی               |
| ۲۰:۳۰           | جیورجی         | گزارش |        | ورزشگاه: مسکوسوباتا تماشاگران: - |

| ۲۵تیرماه ۱۳۹۲ ۵ | سپاهان          | ۱ – ۱ | راه‌آهن     | اصفهان                                   |
| ۱۷:۳۰           | رادومیر جالوویچ | گزارش | مجتبی شیری | ورزشگاه: مجموعه ورزشی فردوس تماشاگران: - |

| ۳۱تیرماه ۱۳۹۲ ۶ | سپاهان                                                 | ۴ – ۱ | ایرانجوان بوشهر  | اصفهان                                   |
| ۱۷:۳۰           | رادومیر جالوویچ · محمد غلامی · آرش افشین · یعقوب کریمی | گزارش | شاهرخ غلامرضاپور | ورزشگاه: مجموعه ورزشی فردوس تماشاگران: - |

| ۴ شهریور ۱۳۹۲ ۷ | گیتی پسند   | ۱ – ۱  | سپاهان     | اصفهان                                  |
| ۱۸:۰۰ UTC+۰۳:۳۰ | مهران امیری | Report | مهدی شریفی | ورزشگاه: ورزشگاه آررات تماشاگران: ۲٬۰۰۰ |

| ۸ دی ۱۳۹۲ ۸     | گیتی پسند | ۲ – ۲  | سپاهان                       | اصفهان                                  |
| ۱۵:۰۰ UTC+۰۳:۳۰ |           | Report | امید ابراهیمی · احسان پهلوان | ورزشگاه: ورزشگاه آررات تماشاگران: ۲٬۰۰۰ |

### لیگ برتر

#### جدول لیگ
| رتبه | تیم             | بازی | برد | مساوی | باخت | گل زده | گل خورده | گل تفاضل | امتیاز | صعود یا سقوط                                     |
| ---- | --------------- | ---- | --- | ----- | ---- | ------ | -------- | -------- | ------ | ------------------------------------------------ |
| ۱    | فولاد           | ۳۰   | ۱۶  | ۹     | ۵    | ۳۶     | ۲۴       | ۱۲+      | ۵۷     | مرحله گروهی لیگ قهرمانان آسیا ۲۰۱۵               |
| ۲    | پرسپولیس        | ۳۰   | ۱۶  | ۸     | ۶    | ۳۴     | ۱۵       | ۱۹+      | ۵۵     | مرحله گروهی لیگ قهرمانان آسیا ۲۰۱۵ کسر یک امتیاز |
| ۳    | نفت تهران       | ۳۰   | ۱۵  | ۹     | ۶    | ۳۹     | ۲۳       | ۱۶+      | ۵۴     | پلی‌آف لیگ قهرمانان آسیا ۲۰۱۵                     |
| ۴    | سپاهان          | ۳۰   | ۱۴  | ۱۲    | ۴    | ۳۶     | ۲۰       | ۱۶+      | ۵۴     |                                                  |
| ۵    | استقلال         | ۳۰   | ۱۵  | ۹     | ۶    | ۳۴     | ۲۵       | ۹+       | ۵۳     | کسر یک امتیاز                                    |
| ۶    | تراکتورسازی     | ۳۰   | ۱۱  | ۱۳    | ۶    | ۳۹     | ۳۳       | ۶+       | ۴۵     | مرحله گروهی لیگ قهرمانان آسیا ۲۰۱۵ کسر یک امتیاز |
| ۷    | ملوان           | ۳۰   | ۱۳  | ۶     | ۱۱   | ۴۰     | ۳۳       | ۷+       | ۴۴     | کسر یک امتیاز                                    |
| ۸    | سایپا           | ۳۰   | ۷   | ۱۴    | ۹    | ۲۶     | ۳۱       | ۵−       | ۳۵     |                                                  |
| ۹    | صبا             | ۳۰   | ۸   | ۹     | ۱۳   | ۳۲     | ۳۸       | ۶−       | ۳۳     |                                                  |
| ۱۰   | گسترش فولاد     | ۳۰   | ۷   | ۱۱    | ۱۲   | ۳۱     | ۳۴       | ۳−       | ۳۲     |                                                  |
| ۱۱   | راه‌آهن          | ۳۰   | ۷   | ۱۰    | ۱۳   | ۲۵     | ۳۴       | ۹−       | ۳۱     |                                                  |
| ۱۲   | استقلال خوزستان | ۳۰   | ۶   | ۱۱    | ۱۳   | ۲۶     | ۳۷       | ۱۱−      | ۲۹     |                                                  |
| ۱۳   | ذوب‌آهن          | ۳۰   | ۶   | ۱۱    | ۱۳   | ۲۴     | ۳۶       | ۱۲−      | ۲۹     |                                                  |
| ۱۴   | فجر سپاسی       | ۳۰   | ۶   | ۱۱    | ۱۳   | ۲۰     | ۳۴       | ۱۴−      | ۲۹     | پلی‌آف لیگ آزادگان ۹۴–۱۳۹۳                        |
| ۱۵   | داماش           | ۳۰   | ۵   | ۱۲    | ۱۳   | ۳۰     | ۴۰       | ۱۰−      | ۲۶     | سقوط به لیگ آزادگان ۹۴–۱۳۹۳                      |
| ۱۶   | مس              | ۳۰   | ۱   | ۱۹    | ۱۰   | ۲۱     | ۳۶       | ۱۵−      | ۲۲     | سقوط به لیگ آزادگان ۹۴–۱۳۹۳ کسر یک امتیاز        |

توضیح: در طول فصل تیم‌های استقلال تهران، پرسپولیس تهران، تراکتورسازی تبریز، ملوان بندرانزلی و داماش گیلان طی احکامی از سوی کمیتهٔ انضباطی یک امتیاز کسر شد.

#### خلاصه نتایج
| مجموع | مجموع  | مجموع | مجموع | مجموع | مجموع | مجموع | مجموع | خانه | خانه | خانه | خانه | خانه | خانه | مهمان | مهمان | مهمان | مهمان | مهمان | مهمان |
| بازی  | امتیاز | پ     | ت     | ش     | گ‌ز    | گ‌خ    | ت‌گ    | پ    | ت    | ش    | گ‌ز   | گ‌خ   | ت‌گ   | پ     | ت     | ش     | گ‌ز    | گ‌خ    | ت‌گ    |
| ----- | ------ | ----- | ----- | ----- | ----- | ----- | ----- | ---- | ---- | ---- | ---- | ---- | ---- | ----- | ----- | ----- | ----- | ----- | ----- |
| ۳۰    | ۵۴     | ۱۴    | ۱۲    | ۴     | ۳۶    | ۲۰    | ۱۶+   | ۸    | ۵    | ۲    | ۱۹   | ۸    | ۱۱+  | ۶     | ۷     | ۲     | ۱۷    | ۱۲    | ۵+    |

آخرین به روز رسانی جدول ۱۴ خرداد ۱۳۸۲
منبع: آمار و اطلاعات لیگ برتر
نحوه قرار گرفتن در جدول:1st امتیاز؛ 2nd تفاضل گل؛ 3rd گل زده.
# = رتبه در جدول؛ بازی = تعداد بازی؛ برد = بازیهای برده؛ مساوی = بازیهای مساوی؛ باخت = بازیهای باخته؛ زده = گل زده؛ خورده = گل خورده؛ تفاضل = تفاضل گل؛ امتیاز = امتیاز گرفته؛
(ق) = قهرمان؛ (س) = سقوط کرده؛ (ص) = صعود به رده بالاتر؛ (پ) = رفتن به پلی آف؛ (۱/۴) = رفتن به ۱/۴

#### خلاصه نتایج و وضعیت
| هفته  | ۱ | ۲ | ۳ | ۴ | ۵ | ۶ | ۷ | ۸ | ۹ | ۱۰ | ۱۱ | ۱۲ | ۱۳ | ۱۴ | ۱۵ | ۱۶ | ۱۷ | ۱۸ | ۱۹ | ۲۰ | ۲۱ | ۲۲ | ۲۳ | ۲۴ | ۲۵ | ۲۶ | ۲۷ | ۲۸ | ۲۹ | ۳۰ |
| ----- | - | - | - | - | - | - | - | - | - | -- | -- | -- | -- | -- | -- | -- | -- | -- | -- | -- | -- | -- | -- | -- | -- | -- | -- | -- | -- | -- |
| زمین  | خ | م | م | خ | م | خ | م | خ | م | خ  | م  | خ  | م  | خ  | م  | م  | خ  | خ  | م  | خ  | م  | م  | م  | خ  | م  | خ  | م  | خ  | م  | خ  |
| نتیجه | پ | پ | ت | ش | ش | پ | ت | ت | پ | پ  | پ  | ت  | ت  | ش  | ت  | ت  | ت  | ت  | پ  | پ  | پ  | پ  | ت  | پ  | ش  | پ  | ت  | ت  | پ  | پ  |
| وضعیت | ۱ | ۱ | ۴ | ۴ | ۴ | ۵ | ۶ | ۶ | ۴ | ۲  | ۲  | ۲  | ۳  | ۵  | ۵  | ۶  | ۶  | ۶  | ۶  | ۶  | ۵  | ۴  | ۴  | ۴  | ۵  | ۴  | ۵  | ۵  | ۵  | ۴  |

آخرین بروزرسانی: ۱۷ فروردین ماه ۱۳۹۳.
منبع: Ipl (به انگلیسی)

زمین: م = مهمان، خ = خانه. نتیجه: ت = تساوی، ش = شکست، پ = پیروزی.

#### بازی‌ها
Win
      Draw
      Loss
      Postponed
| تاریخ هفته | میزبان | نتیجه | مهمان | محل برگزاری |

| ۳مردادماه ۱۳۹۲ ۱ | سپاهان اصفهان | ۲ – ۰      | فولاد خوزستان                                                       | اصفهان                                                      |
| ۲۲:۰۰            | شجاع خلیل‌زاده '۳۰ · محمد غلامی ۴۵' · محسن ایران نژاد '۵۶ · علی حمودی '۵۸ · اروین بولکو '۸۴ · امین جهان عالیان '۸۶ · علی حمودی ۹۴' | خلاصه بازی | مهدی نوری '۱۷ بختیار رحمانی '۳۹ اسماعیل شریفات '۴۳ عبدالله کرمی '۸۹ | ورزشگاه: فولادشهر تماشاگران: بدون داور: تورج حق‌وردی (تهران) |

| ۱۰مردادماه ۱۳۹۲ ۲ | استقلال تهران                                                                 | ۱ – ۲      | سپاهان اصفهان                                                                                 | تهران                                                      |
| ۲۲:۱۵             | فرهاد مجیدی '۴۳ · سیاوش اکبرپور '۶۰ · امیرحسین صادقی '۶۷ · امیرحسین صادقی ۷۸' | خلاصه بازی | آرش افشین ۲' · محمد غلامی '۳۴ · امید ابراهیمی '۵۰ · هادی عقیلی ۵۴' (پنالتی) · اروین بولکو '۵۵ | ورزشگاه: آزادی تماشاگران: ۶۵۰۰۰ داور: علی‌رضا فغانی (تهران) |

| ۱۵مردادماه ۱۳۹۲ ۳ | گسترش تبریز | ۱ – ۱      | سپاهان اصفهان  | تبریز                                                            |
| ۲۲:۰۰             | میر مهدی قریشی ۷' · مهرداد بایرامی '۲۹ · احمد امیرکامدار '۳۲ · سعید مهدی‌پور اسبه قلیان '۴۸ · میر مهدی قریشی '۹۵ | خلاصه بازی | محمد غلامی ۹۱' | ورزشگاه: یادگار امام تماشاگران: ۲۲۰۰۰ داور: اشکان خورشیدی (ساری) |

| ۲۰مردادماه ۱۳۹۲ ۴ | سپاهان اصفهان  | ۰ – ۱      | تراکتورسازی تبریز                                      | اصفهان                                                       |
| ۱۹:۴۵             | هادی عقیلی '۹۳ | خلاصه بازی | مرتضی اسدی '۱ · علی کریمی ۷۰' (P) · کریم انصاریفرد '۷۴ | ورزشگاه: فولادشهر تماشاگران: ۷۵۰۰ داور: سعید مظفری‌زاده (یزد) |

| ۲۶مردادماه ۱۳۹۲ ۵ | فجرسپاسی شیراز                                              | ۲ – ۱      | سپاهان اصفهان                           | شیراز                                                         |
| ۱۹:۴۵             | جابر انصاری ۶۵' · علیرضا جلیلی '۷۹ · محمد حیدری شیله سر ۸۲' | خلاصه بازی | رادومیر جالوویچ ۴۲' · امید ابراهیمی '۶۴ | ورزشگاه: حافظیه تماشاگران: ۳۲۰۰ داور: شاهین حاجی‌بابایی (بناب) |

| ۱ شهریور ماه ۱۳۹۲ ۶ | سپاهان اصفهان | ۲ – ۱      | صبای قم                                         | اصفهان                                                        |
| ۱۹:۳۰               | محمد غلامی ۱۱' · امید ابراهیمی '۱۲ · محمد غلامی ۳۹' · محمدعلی احمدی '۷۷ · اروین بولکو '۸۲ · امین جهان عالیان '۹۳ | خلاصه بازی | حمیدرضا پاکیزه فردویی ۸۴' · حامد پور عمرانی '۹۲ | ورزشگاه: فولادشهر تماشاگران: ۳۰۰۰ داور: رضا کرمانشاهی (تهران) |

| ۸ شهریور ماه ۱۳۹۲ ۷ | داماش گیلان | ۱ – ۱      | سپاهان اصفهان                                                            | رشت                                                           |
| ۱۹:۳۰               | ابوالفضل حاجی زاده '۵۴ · روح‌الله سیف‌اللهی مقدم '۶۴ · روح‌الله سیف‌اللهی مقدم ۷۰' · هادی محمدی '۷۲ · مسعود حسن‌زاده حجبی '۸۶ | خلاصه بازی | رادومیر جالوویچ ۴۳' · علی حمودی '۵۲ · هادی عقیلی '۵۸ · احسان حاج صفی '۷۲ | ورزشگاه: عضدی تماشاگران: ۵۰۰۰ داور: جمشید دانش مهر (کرمانشاه) |

| ۱۴ شهریور ماه ۱۳۹۲ ۸ | سپاهان اصفهان | ۰ – ۰      | راه‌آهن                          | اصفهان                                                       |
| ۱۸:۴۵                |               | خلاصه بازی | بهادر عبدی '۷۸ بهنام برزایی '۸۶ | ورزشگاه: فولادشهر تماشاگران: ۲۰۰۰ داور: اشکان خورشیدی (ساری) |

| ۲۲ شهریور ماه ۱۳۹۲ ۹ | استقلال خوزستان                                         | ۰ – ۲      | سپاهان اصفهان                                                                                               | اهواز                                                                    |
| ۱۸:۴۵                | عبدالهادی خنیفر '۲۶ حسین کعبی '۷۵ رامتین سلیمان‌زاده '۷۷ | خلاصه بازی | محمد غلامی ۱۰' · حسین پاپی '۲۱ · شجاع خلیل‌زاده '۳۵ · هادی عقیلی ۶۹' · رحمان احمدی '۷۱ · رادومیر جالوویچ '۷۷ | ورزشگاه: عضدی تماشاگران: ۱۲۹۷ داور: موعود بنیادی فر (چهارمحال و بختیاری) |

| ۲۹ شهریور ماه ۱۳۹۲ ۱۰ | سپاهان اصفهان                                                                      | ۲ – ۰      | پرسپولیس تهران | اصفهان                                                       |
| ۱۸:۲۵                 | هادی عقیلی ۷' (پنالتی) · امید ابراهیمی '۲۳ · محمد غلامی '۷۷ · امین جهان عالیان ۹۳' | خلاصه بازی | میثم حسینی '۶  | ورزشگاه: فولادشهر تماشاگران: ۱۲۰۰۰ داور: محسن قهرمانی (مشهد) |

| ۵مهرماه ۱۳۹۲ ۱۱ | ذوب‌آهن اصفهان                   | ۰ – ۱      | سپاهان اصفهان                                          | اصفهان                                                           |
| ۱۷:۱۵           | اکبر ایمانی '۳۸ روح‌الله عرب '۴۴ | خلاصه بازی | امید ابراهیمی ۲۴' · هادی عقیلی '۵۸ · شجاع خلیل‌زاده '۹۴ | ورزشگاه: فولادشهر تماشاگران: ۷۵۰۰ داور: البرز حاجی پور (خوزستان) |

| مهرماه ۱۲, ۱۳۹۲ ۱۲ | سپاهان اصفهان                  | ۰ – ۰      | مس کرمان | اصفهان                                                          |
| ۱۶:۰۰              | اروین بولکو '۳۸ محمد غلامی '۸۶ | خلاصه بازی |          | ورزشگاه: فولادشهر تماشاگران: ۳٬۰۰۰ داور: حسن اکرمی (گنبد کاووس) |

| مهرماه ۲۶, ۱۳۹۲ ۱۳ | سایپا البرز    | ۰–۰        | سپاهان اصفهان | کرج                                                          |
| ۱۵:۰۰              | مجید ایوبی '۷۵ | خلاصه بازی |               | ورزشگاه: انقلاب تماشاگران: ۲٬۰۰۰ داور: سید حسین زرگر (سمنان) |

| ۲ آبانماه ۱۳۹۲ ۱۴ | سپاهان اصفهان                                                             | ۲–۱        | بندر انزلی                                                    | اصفهان                                                            |
| ۱۵:۰۰             | احسان حاج صفی ۲۳' · اروین بولکو '۴۷ · یعقوب کریمی '۶۱ · شجاع خلیل‌زاده '۷۳ | خلاصه بازی | سید جلال رافخایی ۳۳' · سید جلال رافخایی ۷۳' · سرگی پاشنکو '۸۸ | ورزشگاه: فولادشهر تماشاگران: ۲٬۰۰۰ داور: سید مهدی سید علی(شهر ری) |

| آبانماه ۱۲, ۱۳۹۲ ۱۵ | نفت تهران                                | ۲–۲        | سپاهان اصفهان | تهران                                                                  |
| ۱۵:۰۰               | علیرضا عزت کرامت ۱۲' · حسین ابراهیمی ۲۶' | خلاصه بازی | اروین بولکو '۲۳ · شجاع خلیل‌زاده '۳۲ · اروین بولکو '۳۹ · امین جهان عالیان '۶۸ · علی حمودی '۷۹ · امید ابراهیمی ۸۰' · علی حمودی '۸۲ · احسان حاج صفی ۸۸' | ورزشگاه: دستگردی تماشاگران: ۲۰۰ داور: یداله جهانبازی(چهارمحال بختیاری) |

| ۸ آذرماه ۱۳۹۲ ۱۶ | فولاد خوزستان                   | ۰–۰        | سپاهان اصفهان     | اهواز                                                     |
| ۱۵:۰۰            | عبدالله کرمی '۵۲ مهدی بدرلو '۸۴ | خلاصه بازی | محمدعلی احمدی '۵۱ | ورزشگاه: غدیر تماشاگران: ۴٬۵۰۰ داور: سعید مظفری زاده(یزد) |

| ۱۴ آذرماه ۱۳۹۲ ۱۷ | سپاهان اصفهان                                  | ۰–۰        | استقلال تهران                                    | اصفهان                                                          |
| ۱۵:۰۰             | علی حمودی '۵۶ هادی عقیلی '۶۵ امید ابراهیمی '۷۶ | خلاصه بازی | امیرحسین صادقی '۱۵ جواد نکونام '۷۷ محمد قاضی '۹۰ | ورزشگاه: فولادشهر تماشاگران: ۱۰٬۰۰۰ داور: سید حسین زرگر (سمنان) |

| ۲۱ آذرماه ۱۳۹۲ ۱۸ | سپاهان اصفهان | ۰–۰        | گسترش تبریز                                                               | اصفهان                             |
| ۱۵:۰۰             |               | خلاصه بازی | سید امید نظامی پور '۹ فردین عابدینی '۵۲ مصطفی اکرامی '۶۶ رسول پیرزاده '۹۲ | ورزشگاه: فولادشهر تماشاگران: ۲٬۰۰۰ |

| ۲۹ آذرماه ۱۳۹۲ ۱۹ | تراکتورسازی تبریز                                                                          | ۲–۱        | سپاهان اصفهان                                                                             | تبریز                                                             |
| ۱۵:۰۰             | سعید دقیقی '۴۲ · حبیب گردانی '۶۴ · جواد کاظمیان '۶۶ · کریم انصاری فرد ۸۴' · محمد نصرتی '۸۵ | خلاصه بازی | مهدی شریفی ۴۷' · مهدی شریفی '۴۷ · شجاع خلیل‌زاده '۸۷ · امید ابراهیمی ۹۱' · اروین بولکو '۹۲ | ورزشگاه: یادگار امام تماشاگران: ۱۰٬۰۰۰ داور: محمدرضا اکبریان(کرج) |

| ۳ دیماه ۱۳۹۲ ۲۰ | سپاهان اصفهان                                                                          | ۰–۳        | فجرسپاسی شیراز                                    | اصفهان                                                               |
| ۱۵:۰۰           | مهدی شریفی ۲' · امین جهان عالیان '۱۳ · علی کریمی ۱۸' · هادی عقیلی '۲۴ · مهدی شریفی ۵۹' | خلاصه بازی | مهرداد کریمیان '۳۹ صمد زارع '۷۴ مهرزاد معدنچی '۸۷ | ورزشگاه: فولادشهر تماشاگران: ۱٬۵۰۰ داور: البرز حاجی پور(مسجد سلیمان) |

| ۱۴ دیماه ۱۳۹۲ ۲۱ | صبای قم        | ۱–۰        | سپاهان اصفهان                      | قم                                                              |
|                  | هادی شکوری '۶۱ | خلاصه بازی | مهدی شریفی ۱۱' · امید ابراهیمی '۹۱ | ورزشگاه: یادگار امام تماشاگران: ۱٬۰۰۰ داور: تورج حق وردی(تهران) |

| ۲۱ دیماه ۱۳۹۲ ۲۲ | سپاهان اصفهان                                                                           | ۰–۲        | داماش گیلان | اصفهان                                                        |
| ۱۴:۳۰            | شجاع خلیل‌زاده '۱۵ · محمدعلی احمدی '۴۰ · علی حمودی '۵۲ · مهدی شریفی ۷۱' · محمد غلامی ۷۶' | خلاصه بازی |             | ورزشگاه: فولادشهر تماشاگران: ۱٬۰۰۰ داور: محمدرضا اکبریان(کرج) |

| ۲۶ دیماه ۱۳۹۲ ۲۳ | راه‌آهن                                             | ۱–۱        | سپاهان اصفهان                                                | تهران                                                                   |
| ۱۴:۳۰            | علیرضا عظیمی '۴۴ · بهادر عبدی '۷۱ · علی علیپور ۸۵' | خلاصه بازی | محمدحسین مرادمند '۲۰ · مهدی شریفی ۷۰' · محمدحسین مرادمند '۸۹ | ورزشگاه: اکباتان تماشاگران: ۵۰۰ داور: موعود بنیادی فر(چهارمحال بختیاری) |

| ۶ بهمن ماه ۱۳۹۲ ۲۴ | سپاهان اصفهان                                   | ۱–۳        | استقلال خوزستان                       | اصفهان                                                    |
| ۱۴:۳۰              | علی کریمی ۳۵' · مهدی شریفی ۴۵' · هادی عقیلی ۷۰' | خلاصه بازی | محمدابراهیم خسروی '۴۲ · مهدی خیری ۷۶' | ورزشگاه: فولادشهر تماشاگران: ۱٬۱۰۰ داور: قاسم واحدی(فارس) |

| ۱۱ بهمن ماه ۱۳۹۲ ۲۵ | پرسپولیس تهران | ۰–۲        | سپاهان اصفهان                                                           | تهران                                                       |
| ۱۷:۰۰               | محمد عباس‌زاده ۱۱' · حمیدرضا علی عسگری ۱۸' · ابوالقاسم دهنوی '۲۴ · محسن بنگر '۶۱ · محمدرضا خلعتبری '۷۶ · میثم حسینی '۷۶ | خلاصه بازی | مهدی شریفی '۳۶ · محمد غلامی '۶۶ · شجاع خلیل‌زاده '۷۶ · امید ابراهیمی '۹۱ | ورزشگاه: آزادی تماشاگران: ۲۰٬۰۰۰ داور: علیرضا فغانی(خراسان) |

| ۱۸ بهمن ماه ۱۳۹۲ ۲۶ | سپاهان اصفهان   | ۰–۱        | ذوب‌آهن اصفهان | اصفهان                                                                    |
| ۱۵:۰۰               | یعقوب کریمی ۶۴' | خلاصه بازی |               | ورزشگاه: فولادشهر تماشاگران: ۵٬۰۰۰ داور: یداله جهانبازی(چهارمحال بختیاری) |

| اسفندماه ۱, ۱۳۹۲ ۲۷ | مس کرمان | ۰–۰        | سپاهان اصفهان | کرمان                                                              |
| ۱۵:۳۰               |          | خلاصه بازی |               | ورزشگاه: شهید باهنر تماشاگران: ۰٬۰۰۰ داور: شاهین حاجی‌بابایی (بناب) |

| ۷ فروردین ماه ۱۳۹۳ ۲۸ | سپاهان اصفهان                      | ۲–۲        | سایپا البرز                         | اصفهان                                                            |
| ۱۷:۳۰                 | امید ابراهیمی ۴۳' · مهدی شریفی ۵۸' | خلاصه بازی | سجاد شهباززاده ۲۰' · کاوه رضایی ۸۰' | ورزشگاه: فولادشهر تماشاگران: ۰٬۰۰۰ داور: البرز حاجی پور (خوزستان) |

| ۱۶ فروردین ماه ۱۳۹۳ ۲۹ | ملوان انزلی | ۳–۲        | سپاهان اصفهان                                                                                                   | انزلی                                                                             |
| ۱۷:۳۰                  | مهدی دغاغله ۴۴' · امیرحسین فشنگ چی '۴۶ · اسماعیل صمدی ۶۳' · سعید یوسف زاده '۸۰ · احمد آهی '۹۰ · محسن یوسفی '۹۰ | خلاصه بازی | محمدعلی احمدی '۱۲ · سرجیو فن دیک ۳۵' · یعقوب کریمی '۴۶ · محرم نویدکیا ۵۳' · محمد علی احمدی '۷۵ · هادی عقیلی ۹۰' | ورزشگاه: ورزشگاه تختی بندر انزلی تماشاگران: ۲٬۵۰۰ داور: جمشید دانش مهر (کرمانشاه) |

| فروردین ماه ۲۱, ۱۳۹۳ ۳۰ | سپاهان اصفهان | ۰–۱ | نفت تهران | اصفهان         |
| ۱۷:۳۰                   |               |     |           | تماشاگران: ۲۰۰ |

### جام حذفی

#### بازیها
| ۷ آبان ماه ۱۳۹۲ ۱/۱۶ | صنعت نفت آبادان    | ۱ – ۰      | سپاهان اصفهان | آبادان                                                           |
| ۱۶:۰۰                | حمید طاهری فرد ۸۹' | خلاصه بازی |               | ورزشگاه: تختی آبادان تماشاگران: ۱۰۰۰ داور: روح‌الله شریفی (یاسوج) |

### لیگ قهرمانان آسیا

#### گروه‌بندی
| تیم    | بازی | برد | مساوی | باخت | زده | خورده | تفاضل | امتیاز |
| ------ | ---- | --- | ----- | ---- | --- | ----- | ----- | ------ |
| الهلال | ۶    | ۲   | ۳     | ۱    | ۱۲  | ۷     | ۵+    | ۹      |
| السد   | ۶    | ۲   | ۲     | ۲    | ۸   | ۱۴    | ۶-    | ۸      |
| الاهلی | ۶    | ۱   | ۴     | ۱    | ۶   | ۶     | ۰     | ۷      |
| سپاهان | ۶    | ۲   | ۱     | ۳    | ۹   | ۸     | ۱+    | ۷      |

توضیح: بر اساس مصوبه ای اف سی در مرحله گروهی در صورت تساوی امتیازات دو تیم بازی رو در رو ملاک قرار می‌گیرد.

#### بازی‌ها
| ۷اسفندماه ۱۳۹۲ ۱ | السد                                                                      | ۳ – ۱      | سپاهان                                            | دوحه                                                   |
| ۱۹:۰۰            | خلفان ابراهیم ۱۸' · حسن الهیدوس '۸۶ · نذیر بلحاج ۸۷' · رودریگو تاباتا ۹۲' | خلاصه بازی | مهدی شریفی ۷۸' · اروین بولکو '۶۱ · مهدی شریفی '۹۳ | ورزشگاه: جاسم بن حمد تماشاگران: ۵۰۰۰ داور: مینورو توجو |

| ۲۱اسفندماه ۱۳۹۲ ۲ | سپاهان                                                                  | ۳ – ۲      | الهلال | اصفهان                                             |
| ۱۹:۰۰             | اروین بولکو ۱۸' · یعقوب کریمی '۵۴ · مهدی شریفی ۷۲' · جواهیر سوکای ۱+۹۰' | خلاصه بازی | سگوندو کاستیلو ۲۸' · تیاگو نوز ۳۳' · عبدالله الزوری الدوسری '۳۷ · دیاگو '۴۱ · یاسر الشهرانی '۷۸ · فایز السبیعی '۷۹ | ورزشگاه: فولادشهر تماشاگران: ۵۰۰۰ داور: بن ویلیامز |

| ۲۸اسفندماه ۱۳۹۲ ۳ | سپاهان                               | ۱ – ۲      | الاهلی                                                              | اصفهان                                              |
| ۲۰:۰۰             | احسان حاج صفی '۱۶ · سرجیو فن دیک ۷۴' | خلاصه بازی | احمد خلیل ۳۹' · احمد آشوری '۶۳ · ولید عباس '۶۸ · اسماعیل الحمدی ۹۵' | ورزشگاه: فولادشهر تماشاگران: ۶۸۰۰ داور: کو یونگ جین |

| ۱۲ فروردین ماه ۱۳۹۳ ۴ | الاهلی                            | ۰–۰        | سپاهان                                                                       | دوبی                                                 |
| ۲۱:۵۰                 | هوگو ویانا '۱۲ عبدالعزیز حسین '۸۰ | خلاصه بازی | علی حمودی '۴ شهاب گردان '۲۲ هادی عقیلی '۳۰ اروین بولکو '۵۴ امید ابراهیمی '۸۷ | ورزشگاه: آل راشد تماشاگران: ۷۵۰۰ داور: روشن ایرماتوف |

| ۲۶ فروردین ماه ۱۳۹۳ ۵ | سپاهان                                                                 | ۰–۴        | السد                                                | اصفهان                                              |
| ۲۱:۳۰                 | مهدی شریفی ۴۸' · شجاع خلیل‌زاده '۵۱ · مهدی شریفی ۵۶' · جواهیر سوکای ۶۴' | خلاصه بازی | مصعب خضر محمد '۴۷ · ابراهیم ماجد '۶۳ ۹۲' (گل‌به‌خودی) | ورزشگاه: فولادشهر تماشاگران: ۷۰۰۰ داور: کیم دونگ‌جین |

| ۲ اردیبهشت ماه ۱۳۹۳ ۶ | الهلال | ۱–۰           | سپاهان | ریاض             |
| ۲۱:۳۰                 |        | [ خلاصه بازی] |        | ورزشگاه: ملک فهد |

## باشگاه

### کادر فنی باشگاه
| سمت                   | نام            |
| --------------------- | -------------- |
| سرمربی                | زلاتکو کرانچار |
| کمک مربی‌ها            | قاسم زاغی نژاد |
| کمک مربی‌ها            | محمود کریمی    |
| مربی دروازه‌بان‌ها      | تونچی مردولیاس |
| سرپرست                | محمد فرامرزی   |
| مربی بدنسازی          | لوکا رادمن     |
| ویدئو ادیتور (آنالیز) | منوچهر رضائی   |
| مترجم                 | رضا چلنگر      |
| پزشک                  | محمدجعفر رشادی |
| فیزیوتراپیست          | عباس یوسف‌زاده  |
| تدارکات               | سعید شبیه‌خانی  |
| مدیر رسانه‌ای          | مرتضی رمضانی   |
| مدیر اداری-اجرایی     | رضا فتاحی      |

#### زلاتکو کرانچار
| فصل        | آمار | آمار  | آمار | آمار   | آمار     | آمار  | آمار   | آمار    | آمار     | آمار   | آمار  |
| بازی       | برد  | مساوی | باخت | گ. زده | گ. خورده | تفاضل | امتیاز | میانگین | درصد برد | رتبه   |       |
| ---------- | ---- | ----- | ---- | ------ | -------- | ----- | ------ | ------- | -------- | ------ | ----- |
| لیگ ۹۳–۹۲  | ۳۰   | ۱۴    | ۱۲   | ۴      | ۳۶       | ۲۰    | ۱۶+    | ۵۴      | ۱٫۸      | ۴۶٫۶۶٪ | چهارم |
| حذفی ۹۳–۹۲ | ۱    | ۰     | ۰    | ۱      | ۰        | ۱     | ۱-     | ۰       | ۰        | ۰٪     | ۱/۱۶  |
| آسیا ۲۰۱۴  | ۶    | ۲     | ۱    | ۳      | ۹        | ۸     | ۱+     | ۷       | ۱٫۱۶     | ۳۳٫۳۳٪ | گروهی |
| مجموع      | ۳۷   | ۱۶    | ۱۳   | ۸      | ۴۵       | ۲۹    | ۱۶+    | ۶۱      | ۱٫۶۴     | ۴۳٫۲۴٪ |       |

### کاپیتان
۱. محرم نویدکیا
۲. هادی عقیلی
۳. امید ابراهیمی
۴. حسین پاپی

### بازیکنان
فهرست بازیکنان باشگاه فوتبال سپاهان اصفهان در فصل ۹۳–۱۳۹۲ به شرح زیر است.
آخرین به روز رسانی در بهمن ماه ۱۳۹۲
|  | زیر۲۳ سال |  | زیر ۲۱ سال |  | زیر ۱۹ سال |

|  | در طول فصل مصدوم یا منتقل شده‌اند |

| ۱       | رحمان احمدی            | ایران  | GK      | ۱۳۸۶ | ۳۰ اوت ۱۹۸۰ ‏(۴۴ سال)     | پرسپولیس، سایپا              | ۷۷  | ۰  |
| 27      | مهدی امینی             | ایران  | GK      | ۱۳۹۱ | ۲۷ مارس ۱۹۹۶ ‏(۲۸ سال)    | (آکادمی سپاهان)              | ۰   | ۰  |
| ۳۵      | شهاب گردان             | ایران  | GK      | ۱۳۹۲ | ۲۲ مهٔ ۱۹۸۴ ‏(۴۰ سال)      | پرسپولیس                     | ۱۷  | ۰  |
| ۳۶      | محمد محمودوند          | ایران  | گلر     | ۱۳۹۲ | ۲ مارس ۱۹۸۵ ‏(۴۰ سال)     | ابومسلم                      | ۰   | ۰  |
| مدافعین |                        |        |         |      |                          |                              |     |    |
| ۳       | شجاع خلیل‌زاده          | ایران  | CB      | ۱۳۹۲ | ۱۴ مهٔ ۱۹۸۹ ‏(۳۵ سال)      | مس کرمان                     | ۱۸  | ۰  |
| ۵       | هادی عقیلی             | ایران  | CB      | ۱۳۸۲ | ۱۵ ژانویهٔ ۱۹۸۱ ‏(۴۴ سال)  | سایپا، القطر                 | ۱۹۷ | ۱۷ |
| ۶       | محمدعلی احمدی          | ایران  | CB      | ۱۳۹۱ | ۲۴ ژوئن ۱۹۸۳ ‏(۴۱ سال)    | ذوب‌آهن                       | ۴۱  | ۰  |
| ۱۸      | محمدحسین مرادمند       | ایران  | CB      | ۱۳۹۱ | ۲۲ ژوئن ۱۹۹۳ ‏(۳۱ سال)    | (آکادمی سپاهان)              | ۴   | ۰  |
| ۱۹      | علی غلامی              | ایران  | CB      | ۱۳۹۲ | ۳ مهٔ ۱۹۹۴ ‏(۳۰ سال)       | (آکادمی سپاهان)              | ۰   | ۰  |
| ۲۴      | آرمین سهرابیان         | ایران  | LB, LM  | ۱۳۹۲ | ۲۶ ژوئیهٔ ۱۹۹۵ ‏(۲۹ سال)   | (آکادمی سپاهان)              | ۰   | -  |
| ۲۸      | احسان حاج‌صفی           | ایران  | LB, LM  | ۱۳۸۴ | ۲۵ فوریهٔ ۱۹۹۰ ‏(۳۵ سال)   | (آکادمی سپاهان), تراکتورسازی | ۱۶۲ | ۲۴ |
| ۳۰      | احمد اسکندری           | ایران  | RB      | ۱۳۹۲ | ۳۰ نوامبر ۱۹۹۳ ‏(۳۱ سال)  | (آکادمی سپاهان)              | ۰   | ۰  |
| ۳۳      | سعید قائدی‌فر           | ایران  | LB      | ۱۳۹۲ | ۱۳ آوریل ۱۹۹۲ ‏(۳۲ سال)   | (آکادمی سپاهان)              | ۰   | ۰  |
| ۳۹      | محسن روشندل            | ایران  | LB      | ۱۳۹۲ | ۲ ژوئیهٔ ۱۹۹۵ ‏(۲۹ سال)    | (آکادمی سپاهان)              | ۰   | ۰  |
| ۴۰      | علی حمودی              | ایران  | RB, RWB | ۱۳۹۲ | ۲۱ مارس ۱۹۸۶ ‏(۳۸ سال)    | استقلال                      | ۱۸  | ۱  |
| میانی   |                        |        |         |      |                          |                              |     |    |
| ۴       | محرم نویدکیا (کاپیتان) | ایران  | AM      | ۱۳۷۶ | ۱ نوامبر ۱۹۸۲ ‏(۴۲ سال)   | (آکادمی سپاهان), بوخوم       | ۱۹۳ | ۴۰ |
| ۷       | حسین پاپی              | ایران  | RM, LM  | ۱۳۸۲ | ۲۷ فوریهٔ ۱۹۸۵ ‏(۴۰ سال)   | (آکادمی سپاهان), سپاهان نوین | ۱۳۶ | ۱  |
| ۱۲      | علی کریمی              | ایران  | AM, CM  | ۱۳۹۱ | ۱۱ فوریهٔ ۱۹۹۴ ‏(۳۱ سال)   | (آکادمی سپاهان)              | ۱۰  | ۱  |
| ۱۵      | امید ابراهیمی          | ایران  | DM      | ۲۰۱۰ | ۱۶ سپتامبر ۱۹۸۷ ‏(۳۷ سال) | شهرداری بندرعباس             | ۱۰۱ | ۱۷ |
| ۱۷      | میلاد سرلک             | ایران  | CM, AM  | ۱۳۹۲ | ۲۶ مارس ۱۹۹۵ ‏(۲۹ سال)    | (آکادمی سپاهان)              | ۰   | ۰  |
| ۲۳      | امین جهان عالیان       | ایران  | RM, AM  | ۱۳۹۱ | ۱۶ ژوئن ۱۹۹۱ ‏(۳۳ سال)    | (آکادمی سپاهان)              | ۳۳  | ۴  |
| ۳۲      | حمیدرضا کاظمی          | ایران  | CM      | ۱۳۹۰ | ۲۵ مهٔ ۱۹۹۲ ‏(۳۲ سال)      | (آکادمی سپاهان)              | ۱   | ۰  |
| ۳۸      | اروین بولکو            | آلبانی | DM, RM  | ۱۳۹۱ | ۳ مارس ۱۹۸۱ ‏(۴۴ سال)     | آزال باکو                    | ۳۷  | ۱  |
| ۴۵      | احسان پهلوان           | ایران  | LM, RM  | ۱۳۹۲ | ۲۵ ژوئیهٔ ۱۹۹۳ ‏(۳۱ سال)   | ذوب‌آهن                       | ۱   | ۰  |
| ۸۸      | یعقوب کریمی            | ایران  | LM, RM  | ۱۳۹۲ | ۳۱ اوت ۱۹۹۱ ‏(۳۳ سال)     | نفت تهران                    | ۱۳  | ۰  |
| ۹۹      | امیرحسین کریمی         | ایران  | AM      | ۱۳۹۲ | ۹ فوریهٔ ۱۹۹۶ ‏(۲۹ سال)    | (آکادمی سپاهان)              | ۱   | ۰  |
| مهاجم   |                        |        |         |      |                          |                              |     |    |
| ۹       | محمد غلامی             | ایران  | CF      | ۱۳۹۱ | ۱۳ فوریهٔ ۱۹۸۳ ‏(۴۲ سال)   | داماش                        | ۴۴  | ۵  |
| ۱۰      | سرجیو فن دیک           | هلند   | CF      | ۱۳۹۲ | ۶ اوت ۱۹۸۲ ‏(۴۲ سال)      | پرسیب باندونگ                | ۰   | ۰  |
| ۱۴      | جواهیر سوکای           | آلبانی | CF      | ۱۳۹۰ | ۵ اکتبر ۱۹۸۷ ‏(۳۷ سال)    | گنچلربیرلیغی                 | ۴۲  | ۱۳ |
| ۲۰      | مهدی شریفی             | ایران  | CF      | ۱۳۹۱ | ۱۶ اوت ۱۹۹۲ ‏(۳۲ سال)     | (آکادمی سپاهان)              | ۱۱  | ۳  |
| ۲۶      | علی چوپانی             | ایران  | CF      | ۱۳۹۱ | ۲۶ آوریل ۱۹۹۳ ‏(۳۱ سال)   | (آکادمی سپاهان)              | ۰   | ۰  |

| شماره. | نام بازیکن      | ملیت      | پست(ها) | اولین حضور | تاریخ تولد (سن)         | تیم پیشین     | تعداد بازی(ها) | گل(ها) |
| ------ | --------------- | --------- | ------- | ---------- | ----------------------- | ------------- | -------------- | ------ |
| ۸      | مجتبی جباری     | ایران     | AM      | ۱۳۹۲       | ۱۶ ژوئن ۱۹۸۳ ‏(۴۱ سال)   | استقلال تهران | ۵              | ۰      |
| ۱۰     | آرش افشین       | ایران     | CF      | ۱۳۹۲       | ۲۱ ژانویهٔ ۱۹۸۹ ‏(۳۶ سال) | فولاد خوزستان | ۱۴             | ۱      |
| ۱۱     | محسن ایران نژاد | ایران     | LB, LWB | ۲۰۱۲       | ۱۵ ژوئیهٔ ۱۹۸۵ ‏(۳۹ سال)  | شاهین بوشهر   | ۱۹             | ۰      |
| ۲۱     | رادومیر جالوویچ | مونته‌نگرو | CF      | ۱۳۹۱       | ۲۹ اکتبر ۱۹۸۲ ‏(۴۲ سال)  | آمکار پرم     | ۳۹             | ۶      |

### نقل و انتقالات
Last updated on 31 December 2013

#### پیش فصل
| شماره |       | نقش       | بازیکن                                       |
| ----- | ----- | --------- | -------------------------------------------- |
| ۸۸    | ایران | هافبک     | یعقوب کریمی PL (از نفت تهران)                |
| ۱     | ایران | دروازه‌بان | رحمان احمدی PL (از سایپا)                    |
| ۴۰    | ایران | مدافع     | علی حمودی PL (از استقلال)                    |
| ۵     | ایران | مدافع     | هادی عقیلی (از باشگاه فوتبال القطر)          |
| ۱۹    | ایران | مدافع     | علی غلامی (از آکادمی سپاهان)                 |
| ۳     | ایران | مدافع     | شجاع خلیل‌زاده PL (از باشگاه فوتبال مس کرمان) |
| ۱۰    | ایران | مهاجم     | آرش افشین PL (از فولاد خوزستان)              |
| ۸     | ایران | هافبک     | مجتبی جباری PL (از استقلال)                  |
| ۳۳    | ایران | مدافع     | سعید قائدی‌فر (از آکادمی سپاهان)              |
| ۲۹    | ایران | مدافع     | احمد اسکندری (از آکادمی سپاهان)              |

| شماره |       | نقش       | بازیکن                                       |
| ----- | ----- | --------- | -------------------------------------------- |
| ۸۸    | ایران | هافبک     | یعقوب کریمی PL (از نفت تهران)                |
| ۱     | ایران | دروازه‌بان | رحمان احمدی PL (از سایپا)                    |
| ۴۰    | ایران | مدافع     | علی حمودی PL (از استقلال)                    |
| ۵     | ایران | مدافع     | هادی عقیلی (از باشگاه فوتبال القطر)          |
| ۱۹    | ایران | مدافع     | علی غلامی (از آکادمی سپاهان)                 |
| ۳     | ایران | مدافع     | شجاع خلیل‌زاده PL (از باشگاه فوتبال مس کرمان) |
| ۱۰    | ایران | مهاجم     | آرش افشین PL (از فولاد خوزستان)              |
| ۸     | ایران | هافبک     | مجتبی جباری PL (از استقلال)                  |
| ۳۳    | ایران | مدافع     | سعید قائدی‌فر (از آکادمی سپاهان)              |
| ۲۹    | ایران | مدافع     | احمد اسکندری (از آکادمی سپاهان)              |

| شماره |          | نقش       | بازیکن                                    |
| ----- | -------- | --------- | ----------------------------------------- |
| ۲۰    | ایران    | هافبک     | احمد جمشیدیان (به استقلال)                |
| ۹     | ایران    | هافبک     | مهدی جعفرپور (به سایپا)                   |
| ۱۷    | ایران    | مدافع     | ابوالحسن جعفری (به فولاد خوزستان)         |
| ۲۴    | ایران    | هافبک     | اکبر ایمانی (به ذوب‌آهن)                   |
| ۳۰    | ایران    | دروازه‌بان | محمد ناصری (On Loan at گسترش فولاد تبریز) |
| ۱     | ایران    | دروازه‌بان | محمد باقر صادقی (به سایپا)                |
| ۳     | ایران    | مدافع     | فرشید طالبی (به تراکتورسازی)              |
| ۶     | استرالیا | مدافع     | میلان سوشاک (به الوصل امارات)             |
| ۳۳    | ایران    | مهاجم     | محمدرضا خلعتبری (به عجمان امارات)         |

| شماره |          | نقش       | بازیکن                                    |
| ----- | -------- | --------- | ----------------------------------------- |
| ۲۰    | ایران    | هافبک     | احمد جمشیدیان (به استقلال)                |
| ۹     | ایران    | هافبک     | مهدی جعفرپور (به سایپا)                   |
| ۱۷    | ایران    | مدافع     | ابوالحسن جعفری (به فولاد خوزستان)         |
| ۲۴    | ایران    | هافبک     | اکبر ایمانی (به ذوب‌آهن)                   |
| ۳۰    | ایران    | دروازه‌بان | محمد ناصری (On Loan at گسترش فولاد تبریز) |
| ۱     | ایران    | دروازه‌بان | محمد باقر صادقی (به سایپا)                |
| ۳     | ایران    | مدافع     | فرشید طالبی (به تراکتورسازی)              |
| ۶     | استرالیا | مدافع     | میلان سوشاک (به الوصل امارات)             |
| ۳۳    | ایران    | مهاجم     | محمدرضا خلعتبری (به عجمان امارات)         |

#### نیم فصل
| شماره |       | نقش   | بازیکن                                                 |
| ----- | ----- | ----- | ------------------------------------------------------ |
| ۹۹    | ایران | هافبک | امیرحسین کریمی (از آکادمی فوتبال باشگاه سپاهان اصفهان) |
| ۴۵    | ایران | هافبک | احسان پهلوان (قرضی از ذوب‌آهن)                          |
| ۱۷    | ایران | هافبک | میلاد سرلک (از آکادمی سپاهان)                          |
| ۲۴    | ایران | مدافع | آرمیان سهرابیان (از آکادمی سپاهان)                     |
| ۳۹    | ایران | مدافع | محمد روشندل (از آکادمی سپاهان)                         |
| ۱۰    | هلند  | مهاجم | سرجیو فن دیک (از پرسیب باندوگ)                         |

| شماره |       | نقش   | بازیکن                                                 |
| ----- | ----- | ----- | ------------------------------------------------------ |
| ۹۹    | ایران | هافبک | امیرحسین کریمی (از آکادمی فوتبال باشگاه سپاهان اصفهان) |
| ۴۵    | ایران | هافبک | احسان پهلوان (قرضی از ذوب‌آهن)                          |
| ۱۷    | ایران | هافبک | میلاد سرلک (از آکادمی سپاهان)                          |
| ۲۴    | ایران | مدافع | آرمیان سهرابیان (از آکادمی سپاهان)                     |
| ۳۹    | ایران | مدافع | محمد روشندل (از آکادمی سپاهان)                         |
| ۱۰    | هلند  | مهاجم | سرجیو فن دیک (از پرسیب باندوگ)                         |

| شماره |       | نقش   | بازیکن                           |
| ----- | ----- | ----- | -------------------------------- |
| ۸     | ایران | هافبک | مجتبی جباری (به الاهلی قطر)      |
| ۱۱    | ایران | مدافع | محسن ایران نژاد (قرضی به ذوب‌آهن) |
| ۱۰    | ایران | مهاجم | آرش افشین (به فولاد خوزستان)     |

| شماره |       | نقش   | بازیکن                           |
| ----- | ----- | ----- | -------------------------------- |
| ۸     | ایران | هافبک | مجتبی جباری (به الاهلی قطر)      |
| ۱۱    | ایران | مدافع | محسن ایران نژاد (قرضی به ذوب‌آهن) |
| ۱۰    | ایران | مهاجم | آرش افشین (به فولاد خوزستان)     |

### آمار کلی بازیکنان در لیگ
| شماره | نام بازیکن        | تعداد بازی | دقایق حضور | گل | کارت زرد | کارت قرمز | گل به خودی |
| ----- | ----------------- | ---------- | ---------- | -- | -------- | --------- | ---------- |
| ۲۸    | احسان حاج صفی     | ۲۸         | ۲۴۹۹       | ۲  | ۱        | ۰         | ۰          |
| ۱۵    | امید ابراهیمی     | ۲۷         | ۲۴۲۳       | ۴  | ۸        | ۰         | ۰          |
| ۱     | رحمان احمدی       | ۲۷         | ۲۴۳۰       | ۰  | ۱        | ۰         | ۰          |
| ۴۰    | علی حمودی         | ۲۷         | ۲۳۹۲       | ۱  | ۵        | ۰         | ۰          |
| ۷     | حسین پاپی         | ۲۹         | ۲۳۵۹       | ۰  | ۱        | ۰         | ۰          |
| ۳     | شجاع خلیل‌زاده     | ۲۶         | ۲۳۴۰       | ۰  | ۹        | ۱         | ۰          |
| ۵     | هادی عقیلی        | ۲۶         | ۲۲۸۲       | ۵  | ۵        | ۰         | ۰          |
| ۳۸    | اروین بولکو       | ۲۵         | ۲۱۰۱       | ۰  | ۷        | ۰         | ۰          |
| ۹     | محمد غلامی        | ۲۶         | ۱۵۲۰       | ۶  | ۴        | ۰         | ۰          |
| ۱۳    | محسن ایران نژاد   | ۱۹         | ۱۴۴۶       | ۰  | ۲        | ۰         | ۰          |
| ۱۰    | آرش افشین         | ۲۲         | ۱۰۷۱       | ۳  | ۲        | ۰         | ۰          |
| ۱۲    | علی کریمی         | ۱۸         | ۹۹۵        | ۲  | ۰        | ۰         | ۰          |
| ۲۰    | مهدی شریفی        | ۱۸         | ۹۷۰        | ۸  | ۳        | ۱         | ۰          |
| ۸۸    | یعقوب کریمی       | ۱۷         | ۹۵۶        | ۱  | ۲        | ۰         | ۰          |
| ۲۱    | رادومیر جلاویچ    | ۱۳         | ۸۶۱        | ۲  | ۱        | ۰         | ۰          |
| ۲۳    | امین جهان عالیان  | ۱۵         | ۶۱۵        | ۱  | ۴        | ۰         | ۰          |
| ۸     | مجتبی جباری       | ۵          | ۴۴۸        | ۰  | ۰        | ۰         | ۰          |
| ۱۶    | سرجیو فن دیک      | ۶          | ۳۹۷        | ۱  | ۰        | ۰         | ۰          |
| ۱۸    | محمد حسین مرادمند | ۶          | ۲۴۷        | ۰  | ۱        | ۰         | ۰          |
| ۴     | محرم نویدکیا      | ۴          | ۲۲۲        | ۱  | ۰        | ۰         | ۰          |
| ۴۵    | احسان پهلوان      | ۷          | ۱۸۷        | ۰  | ۰        | ۰         | ۰          |
| ۳۵    | شهاب گردان        | ۲          | ۱۸۴        | ۰  | ۰        | ۰         | ۰          |
| ۹۹    | امیرحسین کریمی    | ۶          | ۱۷۲        | ۰  | ۰        | ۰         | ۰          |
| ۱۴    | جواهیر سوکای      | ۶          | ۱۱۸        | ۰  | ۰        | ۰         | ۰          |
| ۱۷    | میلاد سرلک        | ۰          | ۰          | ۰  | ۰        | ۰         | ۰          |
| ۱۹    | علی غلامی         | ۰          | ۰          | ۰  | ۰        | ۰         | ۰          |
| ۲۴    | آرمین سهرابیان    | ۰          | ۰          | ۰  | ۰        | ۰         | ۰          |
| ۲۷    | مهدی امینی        | ۰          | ۰          | ۰  | ۰        | ۰         | ۰          |
| ۳۰    | احمد اسکندری      | ۰          | ۰          | ۰  | ۰        | ۰         | ۰          |
| ۳۲    | حمید رضا کاظمی    | ۰          | ۰          | ۰  | ۰        | ۰         | ۰          |
| ۳۳    | سعید قائدی‌فر      | ۰          | ۰          | ۰  | ۰        | ۰         | ۰          |
| ۳۶    | محمد محمودوند     | ۰          | ۰          | ۰  | ۰        | ۰         | ۰          |

### گلزنان
| بازیکن           | گل |
| ---------------- | -- |
| مهدی شریفی       | ۱۲ |
| محمد غلامی       | ۶  |
| هادی عقیلی       | ۵  |
| امید ابراهیمی    | ۴  |
| احسان حاج صفی    | ۲  |
| رادومیر جالوویچ  | ۲  |
| علی کریمی        | ۲  |
| سرجیو فن دیک     | ۲  |
| جواهیر سوکای     | ۲  |
| آرش افشین        | ۱  |
| علی حمودی        | ۱  |
| امین جهان عالیان | ۱  |
| اروین بولکو      | ۱  |
| یعقوب کریمی      | ۱  |

| بازیکن           | گل |
| ---------------- | -- |
| مهدی شریفی       | ۸  |
| محمد غلامی       | ۶  |
| هادی عقیلی       | ۵  |
| امید ابراهیمی    | ۴  |
| احسان حاج صفی    | ۲  |
| رادومیر جالوویچ  | ۲  |
| علی کریمی        | ۲  |
| آرش افشین        | ۱  |
| علی حمودی        | ۱  |
| امین جهان عالیان | ۱  |
| یعقوب کریمی      | ۱  |
| سرجیو فن دیک     | ۱  |

| بازیکن       | گل |
| ------------ | -- |
| مهدی شریفی   | ۴  |
| جواهیر سوکای | ۲  |
| اروین بولکو  | ۱  |
| سرجیو فن دیک | ۱  |

#### پاس گل
| بازیکن          | پاس گل |
| --------------- | ------ |
| حسین پاپی       | ۱۰     |
| احسان حاج صفی   | ۶      |
| امید ابراهیمی   | ۴      |
| اروین بولکو     | ۳      |
| محرم نویدکیا    | ۳      |
| محمد غلامی      | ۲      |
| جواهیر سوکای    | ۲      |
| علی حمودی       | ۱      |
| رادومیر جالوویچ | ۱      |
| امین جهان‌عالیان | ۱      |
| مهدی شریفی      | ۱      |
| رحمان احمدی     | ۱      |

| بازیکن          | پاس گل |
| --------------- | ------ |
| حسین پاپی       | ۹      |
| احسان حاج صفی   | ۶      |
| امید ابراهیمی   | ۴      |
| اروین بولکو     | ۳      |
| محمد غلامی      | ۲      |
| علی حمودی       | ۱      |
| رادومیر جالوویچ | ۱      |
| امین جهان‌عالیان | ۱      |
| جواهیر سوکای    | ۱      |
| محرم نویدکیا    | ۱      |
| رحمان احمدی     | ۱      |

| بازیکن       | پاس گل |
| ------------ | ------ |
| محرم نویدکیا | ۲      |
| حسین پاپی    | ۱      |
| مهدی شریفی   | ۱      |
| جواهیر سوکای | ۱      |

#### کارت
| بازیکن           |   |   |   |
| ---------------- | - | - | - |
| اروین بولکو      | ۵ | ۷ | ۲ |
| شجاع خلیل‌زاده    | ۷ | ۰ | ۰ |
| امید ابراهیمی    | ۷ | ۰ | ۰ |
| هادی عقیلی       | ۴ | ۰ | ۰ |
| امین جهان عالیان | ۴ | ۰ | ۰ |
| علی حمودی        | ۳ | ۴ | ۱ |
| محمد علی احمدی   | ۳ | ۰ | ۰ |
| مهدی شریفی       | ۱ | ۲ | ۱ |
| محمد غلامی       | ۲ | ۰ | ۰ |
| رحمان احمدی      | ۱ | ۰ | ۰ |
| حسین پاپی        | ۱ | ۰ | ۰ |
| رادومیر جالوویچ  | ۱ | ۰ | ۰ |
| احسان حاج صفی    | ۱ | ۰ | ۰ |
| یعقوب کریمی      | ۱ | ۰ | ۰ |
| محسن ایران نژاد  | ۱ | ۰ | ۰ |
| محمدحسین مرادمند | ۰ | ۰ | ۱ |